# كينينغتون (محطة مترو أنفاق لندن)
كينينغتون (بالإنجليزية: Kennington)‏ هي إحدى محطات مترو أنفاق لندن. تقع على خط نورذيرن أفتتحت في المنطقة (Zone) رقم 2 أفتتحت في 18 ديسمبر 1890.